# Андријана Тришић
Андријана Тришић (Бајина Башта, 2. септембар 1994) јесте српски судија и фудбалер. Наступа за женски фудбалски клуб СФК 2000 Сарајево са којим се такмичи у Премијер лиги Босне и Херцеговине за жене. Чланица је женске фудбалске репрезентације Србије и женске футсал репрезентације Србије.

## Образовање
Основну школу Рајак Павићевић у Бајиној Башти је завршила 2009. године. По завршетку средње школе уписује Факултет за спорт и физичко васпитање у Београду на коме 27.09.2018. године успешно брани завршни рад на тему: Статус стопала фудбалерки сениорског тима ЖФК Пожаревац, и стиче звање дипломирани професор физичког васпитања и спорта. Ментор њеног рада је ванредни професор др Дејан Илић. По завршетку мастер академских студија, 16.07.2020. године, успешно брани завршни рад на тему: Насиље над фудбалским судијама Прве београдске лиге од стране публике и актера фудбалске утакмице и стиче звање дипломирани професор физичког васпитања и спорта — мастер. Ментор њеног рада је ванредни професор др Сандра Раденовић.

## Спортска каријера
Од најранијег животног доба почела је да се занима и да игра фудбал, углавном са дечацима њеног узраста у родној Бајиној Башти. Играла је утракмице и турнире у спортском центру Бора Милутиновић. На једном такмичењу, које се одржавало у Гучи, проглашена је за најбољег играча, а скаут који је присуствовао мечевима у потрази за талентованим фудбалерима је био задивљен њеном игром, па је убрзо добила позив за учешће на кампу у Караташу.

### Јуниорска каријера
Прве фудбалске кораке је направила у ОФК Космос из Бајине Баште, када је тренер клуба био Срђан Сладојевић.
Од Дарка Стојановића, тренера ЖФК ЛАСК из Лазаревца је 2006. године добила позив да се прикључи тиму, тако да је у том периоду наступала за оба тима. По завршетку основне школе прикључила је ЖФК Машинац, са којим игра на УЕФА Лига шампиона за жене 2009—2010. После друге године гимназије добија позив од ЖФК Напредак из Крушевца, за који је наступала до 2013. године.

### Сениорска каријера
Од 2013. године наступа за ЖФК Црвена звезда са којим се такмичи у Суперлиги Србије у фудбалу за жене. Наступа на позицији везне играчице. Одлази, као позајмљени играч, на две године у ЖФК Пожаревац, за који наступа сезону и по, да би од 24. марта 2014. године постала стандарна фудбалерка Црвене звезде. Одиграла је укупно 61 меч у црвено-белом дресу и по том параметру налази се на листи првих 15 играчица са највише наступа у клубу. Просечно је на терену провела 80 минута по мечу. Имала је 54 освојене и 33 изгубљене лопте. Упутила је 15 удараца ка противничкој мрежи од којих је десет ишло у оквир гола. Није успела да се упише у листу стрелаца, али је забележила осам асистенција. Забележила је укупно 610 додавања са процентом успешности 82%. Њени наступи за ЖФК Црвена звезда су од стране стручне фудбалске јавности оцењени просечном оценом 8 (осам).
Од почетка јануара 2021. године наступа за ЖФК Пожаревац. Наступа на позицији везне играчице. Током фудбалске сезоне 2020 / 2021. наступила је десет пута за тим и постигла је два гола; добила је један жути картон, а њени наступи су од стране спортске јавности оцењени просечном оценом 7,5 (седам и по). Њена додавања из везног реда према зони напада су у знатној мери резултирала погодком нападачица. Својим наступима је помогла клубу да буде високо пласиран на крају сезоне, па ће ЖФК Пожаревац и током сезоне 2021 / 2022. наступати у Суперлиги Србије у фудбалу за жене.
Од почетка септембра 2021. године наступа за ЖФК Слога Земун. Игра на позицији нападачице.
Од августа 2022. године наступа за СФК 2000 Сарајево. Игра на позицији везне играчице.

### Репрезентација
Као омладинка наступала је за женску фудбалску репрезентацију Србије у првој рунди квалификација на европском првенству за жене 2012—2013, када је на две утакмице постигла два гола. Налази се на списку играчица које је селектор Предраг Гроздановић саопштио 14. фебруара 2020. године пред квалификациону утакмицу против Северне Македоније у оквиру квалификација за Европско првенство у фудбалу за жене 2021, група Г.
За футсал зе заинтересовала током студија. Наступа за женски футсал тим СИНД, са којим игра на међународним спорским студентским турнирима под називом УНИАДА. Од маја 2018. године на позив селектора Дејана Мајеса наступа за женску футсал репрезентацију Србије. Нaступала је када је женска футсал репрезентација Србије играла квалификације за UEFA Women's Futsal Euro 2019, и тада је постигла два гола. Наступала је када је женска футсал репрезентација Србије освојила Куп четири нације у конкуренцији репрезентација Словеније, Словачке и Чешке. Играла је међународне пријатељске утакмице против футсал селекција Украјине и Мађарске. Нaступала је, почетком маја 2021. године, када је женска футсал репрезентација Србије играла квалификације за UEFA Women's Futsal Euro 2022 и тада је против Литваније постигла три гола.

 Од 12.05.2022. године капитеница је футсал репрезентације Србије.

## Судијска каријера
Поседује УЕФА Б судијску лиценцу као и лиценцу за тренера физичке припреме. По добијању судијске лиценце постаје фудбалски судија. За такмичарску сезону 2017 / 2018. године налази се на списку судија прве београдске лиге, трећа категорија.  За такмичарску сезону 2018 / 2019. године налази се на списку судија супер и прве лиге Србије за жене.

## Захвалнице
Дана 26. јул 2022. године општина Бајина Башта, поводом дана општине, јој је доделила захвалницу за изузетне спортске резултате у женском фудбалу.

## Занимљивости
Имала је повреду колена и морала је да носи гипс од препоне до ножних прстију када је била принуђена да направи прекид од шест месеци. Помоћу тренера Дејана Тимотијевића и спортског доктора Владимира је веома брзо повратила тонус мишића и снагу, па је наставила да тренира и игра фудбал. На утакмици против ЖФК Мачва Шабац постигла је за ЖФК Машинац гол из корнера. Са тек напуњених 15 година била је најмлађа играчица турнира УЕФА Лига шампиона за жене 2009—2010. Почетком септембра 2020. године имала је повреду колена, да би после успешне хируршке операције и брзог опоравка, од јануара 2021. године поново наставила да игра фудбал. Као узор за младе играчице учествовала је у акцији фудбалског савеза Србије под слоганом: Фудбал је за све! Фудбал је за девојчице! усмереног у циљу популаризације фудбала међу женском популацијом у Србији.